# Dr. Belisario Domínguez
Dr. Belisario Domínguez è un comune del Messico, situato nello stato di Chihuahua.